# Tawfiq al-Hakim
Tawfiq al-Hakim, född 9 oktober 1898 i Alexandria, död 26 juli 1987 i Kairo, var en egyptisk författare, dramatiker och journalist.
al-Hakim studerade juridik och litteratur vid Kairos universitet och skickades sedan som så många andra i sin generation till Frankrike för studier; i al-Hakims fall juridikstudier i Paris. Från 1929 var han allmän åklagare i Egypten och senare arbetade han vid egyptiska undervisningsministeriet. Från 1951 chef för nationalbiblioteket i Kairo. Han debuterade 1933 med romanen 'Awdat al-ruh.
al-Hakim skrev över 70 skådespel, och har mer än någon annan utvecklat dramat i den moderna arabiska litteraturen. Ett viktigt tema i hans verk var kulturkonflikten mellan öst och väst. Han finns översatt till engelska i Fate of a Cockroach and Other Plays (1973).